# M-209
野戰機械式密碼機，哈格林C-35型密碼機由瑞典密碼學家波瑞斯-哈格林（Boris Hagelin）於民國23-24年間（1934-35）所發明，之後的C-36型及C-38型為改良款。哈格林於民國29年（1940）向美國政府推銷他的機器，美國政府在C-38型經過小修改之後頒發執照，定名M-209野戰機械密碼機M-209。於二戰期間及韓戰中，使用於低階的戰術報務加密。
M-209大约有便當盒大小，其尺寸为3.25 5.57英寸（83 140 178 mm），重6磅。它是过去辉煌機械技术的代表。

## 基本操作
M-209的基本操作十分简单。在盒子的顶部六个可调节密钥车轮显示字母表中的字母。这六个滚轮构成了机器的所有按键，提供了一个在加密过程中使用的，类似于初始化向量的初始状态。
要加密一条信息，操作员需要将密钥车轮设置为英文字母的随机序列。
来加密一个消息，操作员设置密钥车轮的英文字母的随机序列。在机器的左侧的加密 - 解密旋钮需设置为“加密器” 。同样在左侧，有一个被称为指示器盘的刻度盘，调节到该消息中的第一个字母。通过转动手摇或右侧的电源手柄的机器编码，这封信件将被编码。在整个编码周期结束后，密文信将被打印在纸带上，每个密钥车轮向前拨一个字母，且机器已准备用于在消息中的下一个字符的进入。如果要指示消息中单词之间有空格，将使用字母“Z”进行加密。对消息的其余部分重复该过程，最后将能得到一篇完整的密文，再使用莫尔斯电码或其它方法发送。由于初始密钥车轮设置是随机的，也有必要将这些设置发送到接收方，这些也可以用每日密钥加密的或明文发送。
为便于阅读，M-209将印刷的密文分割为5组。在机器的顶部函件计数器将显示编码字母的总数，并且如果在加密或解密过程中出现了错误，它可以作为一个参考点。
解密过程与加密过程几乎完全一样。操作员将加密 - 解密旋钮设置为“解密器”，然后将密钥车轮设置为加密时所使用的顺序。密文的第一个字母通过指示器盘被输入，然后操作电源手柄，提前密钥车轮并将解密后的字符印刷在纸盘上。当遇到“Z”字母时，将印刷为一空白字符，从而能够重造原文。缺少的“Z”通常可以由操作员基于上下文进行判断。
一个经验丰富的M-209操作员只需要花费2至4秒即可加密或解密每个字母，不過加密安全性與操作性都不如德國的謎密機。

## 内部要素
在M-209的内部，会更为复杂
每个键滚轮包含不同数量的字母，并相应不同的引脚数。由左到右，车轮有：
26个字母，从A到Z
25个字母，从A到Z，除W
23个字母，从A到X，W除外
21个字母，从A到U
19字母，从A向S
17字母，从A到Q

## 安全
M-209的安全性还是不错的，但绝不是完美的，其操作可能会被一些独特的怪癖利用。截至1943年初，德国的一些密码专家们能够读出一些M-209的信息。但是它足以让美国陆军在朝鲜战争时期进行战术运用。
美国研究人员丹尼斯 里奇曾经表示James Reeds和Robert Morris在70年代对M-209进行过密文破解，可以解决至少2000-2500字母信息。里奇说，在于美国国家安全局进行过讨论后。决定不公开方法，因为他被告知公开后，破解方法会被外国政府使用。

## 生产和使用
Hagelin造可大约140000部密码机，并变得相当富有。一名二战时期的密码学家Fritz Menzer建造了基于Hagelin的密码机，但没有信息能证明,他得到了Hagelin的许可。
战争结束后Hagelin改进了M-209为C-52。然而C-52是最后一款经典密码机之一。在那之后，数字技术的突破使得更加安全的加密方式得以发展。
1. ↑  .   [2023-03-01]. （原始内容存档于2023-03-21）.